# 듀나
듀나(DJUNA)는 대한민국의 영화평론가 겸 SF소설 작가이다. 신원 불명자로, 20년 넘게 활동하고 있으나 본명이나 성별, 나이, 학력 등 기본적인 인적 사항이 하나도 알려져 있지 않으며 공개적인 행사에 모습을 드러내지 않고 작업에 관한 협의나 인터뷰도 주로 서면으로 진행한다. 1990년대에 출판된 단편집 등에서는 '이영수'라는 이름을 사용하기도 했는데, 이 역시 실명인지 가명인지 확실하지 않다. 소설 집필 이외에 홈페이지에서 영화평론도 하는데, 별점이 5점이 아닌 4점이 만점으로, 이는 레너드 말틴의 별점 기준을 가져온 것이다.
듀나라는 필명에 대한 듀나의 설명은 다음과 같다.
단지 하이텔에 아이디를 만들 때 Djuna Barnes의 책을 읽고 있었기 때문에 그 이름을 쓴 것이죠. 대문자로 쓴 건, 당시 캡록 키가 눌러져 있었고 고유 명사를 소문자로만 쓰는 게 조금 어색하다고 느껴졌기 때문입니다. Djuna라는 이름은 영어권에서 '쥬나'에 가깝게 발음됩니다. Djakarta나 Djinn과 같은 식이지요. 하지만 전 차별화를 위해 '듀나'라고 씁니다. 많은 유럽 언어권에서 j는 모음으로 발음되거나 h 발음을 내기 때문에 '듀나'는 아주 어처구니 없는 발음은 아닙니다.

## 주요 활동
2012년 현재 일곱 권의 소설집 및 한 권의 영화 평론집을 발표했다. 1994년 PC통신 하이텔에서 SF 단편과 영화평을 관련 동호회에 올리며 온라인 활동을 시작했다. 1996년 잡지 이매진에 판타지, 미스터리, 호러 등 여러 장르를 망라하는 단편을 연재하면서 일반 독자에게도 알려지기 시작했으며 1997년~1998년에는 씨네21에 칼럼 〈듀나의 채팅실〉을 연재하였다. HowPC, 문화정보웹진 펄프, 조선일보, 엔키노, 씨네라인, 드라마틱, YES24, 한겨레, 익스트림무비, 엔터미디어, 리디북스, 아이돌로지, INNOCEAN Worldwide, 허핑턴포스트코리아 보관됨 2017-01-16 - 웨이백 머신, 한국영상자료원, 인터파크 Book DB 등 다양한 매체에 기고하였으며 2003년~2004년에는 ' 정은임의 영화음악실'에도 칼럼니스트로 참여했다(신상 노출을 하지 않는 원칙 때문에 직접 출연 대신 보낸 원고를 진행자 정은임이 읽어주는 형식으로 진행되었다). 2007년~2010년에는 한국문화예술위원회가 운영하는 사이버문학광장 문장 보관됨 2010-10-23 - 웨이백 머신에서 창작마당 장르부문 심사위원을 맡아 매주 투고자들의 작품을 비평해주기도 했다. 2019년 12월, 무크지 《오늘의 SF》 창간호 편집위원으로 참가하고 한국과학소설작가연대 2대 대표로 취임했다.

## 얼굴 없는 작가
듀나의 신원에 대해서는 1명의 여성이라는 설과 3명으로 구성된 공동 창작 집단의 필명이라는 설 등 여러 가지 추측이 있다.
여러 명이 썼다고 보기에는 글의 스타일이나 주제의식 등이 놀라울 정도로 일관되어 있어 한 사람으로 여겨지지만, 종종 ‘우리’라는 대명사로 자신을 지칭하는 것으로 미루어 복수의 인원으로 구성된 창작 집단일 것이라는 추측도 가능하다. 실제로 몇몇 글은 발표 당시 ‘듀나와 파프리카’혹은 '듀나 일당(들)'이라는 서명을 달고 나왔으며 직접 운영 중인 홈페이지의 게시판에서도 '우리'라는 대명사를 사용하는 경우가 있다.
듀나의 정체가 특정 개인인지 집단인지는 여전히 모호한 문제로 남아있지만, 만약 집단이더라도 그 가운데 핵심 인물은 1명의 1971년생 여성일 것이라는 견해가 가장 유력하다. 듀나가 연재하는 한 잡지의 편집장은 2009년 기사에서 듀나의 고료가 입금되는 계좌가 ‘이영수’(38·여)의 것이라고 확인했다.
김재국은 ‘한국 과학소설의 현황’이라는 글에서 듀나의 단편 〈일곱 번째 별〉을 평하면서 "이 작품을 통하여 작가의 정체를 여성으로 추측할 수 있다. 여성 주인공을 중심으로 사건이 전개될 뿐만 아니라 음식 요리에 관한 구체적 서술도 여성이 아니고는 불가능할 정도로 구체적이기 때문"이라고 말했다. 하지만 "‘요리’라는 소재로 작가의 성별을 판단하는 것은 시대착오적인 발상"이라는 반론도 있다.

## 작품 및 저작

### 작품집
- 《나비전쟁》 - 1997년, 오늘예감. ISBN 8986847043. 단편집. ('이영수' 명의로 출판)
  - 〈나비전쟁〉 - 1996년 9월, 잡지 이매진
  - 〈펜타곤〉
  - 〈미메시스〉[12] - 1994년 2월 20일, PC통신 하이텔
  - 〈사라지는 사람들〉
  - 〈장례식〉- 1995년 9월 20일, PC통신 하이텔
  - 〈도플갱어〉- 1994년 5월 22일, PC통신 하이텔 ※발표 당시 제목은 '도펠갱어'
  - 〈일곱번째 별〉- 1995년 10월 28일, PC통신 하이텔
  - 〈오발행동〉- 1995년 1월 31일, PC통신 하이텔 ※발표 당시 제목은 '발정기'
  - 〈원칙주의자〉- 1994년 10월 28일, PC통신 하이텔
  - 〈바벨의 함정〉- 1994년 2월 25일, PC통신 하이텔
  - 〈무궁동〉- 1996년 2월 29일, PC통신 하이텔
  - 〈느뵈 변주곡〉
  - 〈집행자〉- 1994년 12월 19일, PC통신 하이텔
  - 〈기녀기담〉- 1994년 10월 13일, PC통신 하이텔
  - 〈그 크고 검은 눈〉- 1995년 6월 14일, PC통신 하이텔
  - 〈허깨비 사냥〉- 1995년 11월 11일, PC통신 하이텔
  - 〈렉스〉- 1994년 5월 24일, PC통신 하이텔
  - 〈존재증명〉- 1994년 3월 18일, PC통신 하이텔
  - 〈팔림세스트〉- 1994년 8월 25일, PC통신 하이텔 ※발표 당시 제목은 '팔림프세스트'
  - 〈꼭두각시〉- 199?년 11월 8일, PC통신 하이텔 ※발표 당시 제목은 '꼭둑각시들'
  - 〈파도바의 비너스〉- 1995년 12월 15일, PC통신 하이텔
  - 〈아이들은 모두 떠난다〉- 1994년 11월 12일, PC통신 하이텔
  - 〈스퀘어 댄스〉
- 《면세구역》 - 2000년, 국민서관. ISBN 891101821X. 단편집. ('이영수' 명의로 출판)
  - 〈면세구역〉- 1998년 6월 24일, PC통신 하이텔
  - 〈스핑크스 아래서〉
  - 〈나비전쟁〉 - 재수록
  - 〈사라지는 사람들〉 - 재수록
  - 〈낡은 꿈의 잔해들〉- 1998년 4월 24일, PC통신 하이텔
  - 〈오발행동〉 - 재수록
  - 〈타인의 눈〉- 1998년 6월 7일, PC통신 하이텔
  - 〈펜타곤〉 - 재수록
  - 〈기녀기담〉 - 재수록
  - 〈집행자〉 - 재수록
  - 〈그 크고 검은 눈〉 - 재수록
  - 〈비잔티움〉- 1995년 11월 15일, PC통신 하이텔
  - 〈로렐라이〉- 1994년 7월 23일, PC통신 하이텔
  - 〈숲의 제단〉- 1996년 1월 13일, PC통신 하이텔
  - 〈아이들은 모두 떠난다〉 - 재수록
  - 〈상상력은 미덕이다〉 - 박상준 해설

2013년 9월에 북스토리에서 개정판이 발행되었다. ISBN 9791155640036
- 《태평양 횡단 특급》[13] - 2002년, 문학과지성사. ISBN 8932013608. 단편집. (본서부터 '듀나' 명의로 출판)
  - 〈태평양 횡단 특급〉- 2000년 2월 6일, PC통신 하이텔
  - 〈히즈 올 댓〉
  - 〈대리 살인자〉
  - 〈첼로〉
  - 〈기생〉
  - 〈무궁동〉 - 재수록
  - 〈스퀘어 댄스〉 - 재수록
  - 〈허깨비 사냥〉 - 재수록
  - 〈꼭두각시들〉- 재수록
  - 〈끈〉
  - 〈얼어붙은 삶〉
  - 〈미치광이 하늘〉
  - 〈인간과 기계〉 - 김태환 해설
  - 작가의 말
- 《대리전》 - 2006년, 이가서. ISBN 8958641754. 김수진의 삽화가 들어있는 중단편집.
  - 〈대리전〉- 단편 〈대리전〉의 개작 버전
  - 〈토끼굴〉- 2004년 1월, HowPC
  - 〈어른들이 왔다〉- 2004년 9월, HAPPY SF vol.1
  - 〈술래잡기〉- 2003년, 문학과경계 여름호
  - 작가 후기
- 《용의 이》 - 2007년, 북스피어. ISBN 8991931324. 중단편집.[14]
  - 〈너네 아빠 어딨니?〉- 2007년 5월, 판타스틱 vol.1
  - 〈천국의 왕〉- 2005년, 대산문화 겨울호 / 2006년 8월, 파우스트 vol.2
  - 〈거울 너머로 건너가다〉- 2005년 8월, 글틴
  - 〈용의 이〉- 단행본 오리지널
  - 〈'세계 몰락' 프로젝트〉- 정성일 추천사
  - 〈탈경계의 사유와 충격적 상상력〉- 조성면 해설
  - 작가의 말
- 《브로콜리 평원의 혈투》 - 2011년, 자음과모음. ISBN 8957075356. 단편집.
  - 〈동전 마술〉- 2006년, 대산문화 봄호
  - 〈물음표를 머리에 인 남자〉- 2010년 1월, 판타스틱 vol.22
  - 〈메리 고 라운드〉- 2008년 3월, 판타스틱 vol.11
  - 〈A, B, C, D, E & F〉- 1998년 2월, HowPC ※발표 당시 제목은 '2인 6색 온라인 데이트'.
  - 〈호텔〉- 2003년 10월 28일, 컬티즌
  - 〈죽음과 세금〉- 2005년, 문학과사회 여름호
  - 〈소유권〉- 2005년 9월, 허브
  - 〈브로콜리 평원의 혈투〉- 2008년, 자음과모음 가을호(창간호) (※ 링커 시리즈)
  - 〈여우골〉- 2007년 8월, 판타스틱 Vol.4
  - 〈정원사〉- 2000년 2월 6일, PC통신 하이텔
  - 〈성녀, 걷다〉- 2005년, 대산문화 여름호
  - 〈안개 바다〉- 단행본 오리지널 (※ 링커 시리즈)
  - 〈디북〉- 2009년 4월 17일, 네이버캐스트 : 오늘의 문학
  - 작가의 말
  - 〈장르문학의 정치성은 어떻게 진화하는가?〉- 박진 해설
- 《아직은 신이 아니야 》 - 2013년, 창비. ISBN 8936456539. 단편집.
  - 〈우리 모두의 힘〉- 2012년 7월 27일, 웹진 문장 보관됨 2013-09-27 - 웨이백 머신
  - 〈LK 실험 고등학교 살인 사건〉- 단행본 오리지널
  - 〈루카스 에크보리 정신 개조 캠프〉- 단행본 오리지널
  - 〈사설 지옥〉- 단행본 오리지널
  - 〈돼지치기 소녀〉- 단행본 오리지널
  - 〈나비의 집〉- 단행본 오리지널
  - 〈염력 도시〉- 단행본 오리지널
  - 〈부적응의 끝〉- 단행본 오리지널
  - 〈하필이면 타이탄〉- 2013년 7월 크로스로드
  - 〈연꽃 먹는 아이들〉- 단행본 오리지널
  - 〈성인식〉- 단행본 오리지널
- 《두 번째 유모》 - 2019년 7월, 알마 ISBN 9791159922596
  - 〈대리전〉- 2005년 10월, 크로스로드 vol.1, no.1[15]
  - 〈사춘기여, 안녕〉 - 2011년 6월, 문장 글틴
  - 〈미래관리부〉- 2007년 6월, 파우스트 vol.4
  - 〈수련의 아이들〉- 2010년 5월, 크로스로드 vol.6, no.5
  - 〈평형추〉- 2010년 《독재자: SF/환상문학 테마 단편선》 ISBN 8901114852
  - 〈각자의 시간 속에서〉- 2017년 5월, 과학동아
  - 〈두 번째 유모〉- 2017년 《아직 우리에겐 시간이 있으니까》
- 《구부전》 - 2019년 7월, 알마 ISBN 9791159922602
  - 〈구부전〉- 2005년 미스테리아 4호
  - 〈추억충〉- 2016년 6월, 과학동아
  - 〈왕의 넋〉- 2019년 2월, 문학3
  - 〈가말록의 탈출〉- 2007년 11월, 《잃어버린 개념을 찾아서》
  - 〈죽은 자들에게 고하라〉- 2008년 10월, 크로스로드
  - 〈겨자씨〉- 2011년 7월, 크로스로드
  - 〈안개와 더러운 공기 속에서〉- 2016년 1월, 과학동아
  - 완성되지 않을 이야기들에 관하여

### 장편소설
- 《몰록》- 2001년 5월 26일~2001년 10월 30일, 장르문학웹진 이매진 연재. 단행본 미발매.
- 《거미줄 그늘》- 2009년 9월~2010년 2월, 팝툰 연재. 게재지 휴간으로 중단. 단행본 미발매.
- 《제저벨》- 2012년, 자음과모음. ISBN 8957076379(※ 링커 시리즈)

계간 자음과모음에 연재한 픽스업 소설.
- 〈로즈 셀라비〉- 2008년, 자음과모음 겨울호
- 〈시드니〉- 2009년, 자음과모음 봄호~여름호
- 〈레벤튼〉- 2009년, 자음과모음 가을호 (실제 단행본 수록 버전은 연재분과 앞의 절반만 같고 나머지 절반은 〈호가스〉에서 사용.)
- 〈호가스〉- 단행본 오리지널
- 기타 등등 - 저자 후기

- 《민트의 세계》 (창비) 2018년 10월 ISBN 978-89364343-4-2
- 《아르카디아에도 나는 있었다》 (현대문학) 2020년 5월 ISBN 978-89727517-2-4
- 《평형추》 (알마) 2021년 2월 ISBN 9791159923272

### 단편소설
※ 현재까지 개인 작품집에 수록되지 않은 단편들.
- 〈시간을 거슬러 간 나비〉- 1994년 2월 11일, PC통신 하이텔
- 〈시간여행자의 허무한 종말〉- 1994년 2월 13일, PC통신 하이텔
- 〈가장 경제적인 해결책〉- 1994년 3월 6일, PC통신 하이텔
- 〈햄릿 사건〉- 1994년 3월 6일, PC통신 하이텔
- 〈침략자들〉- 1994년 3월 15일, PC통신 하이텔
- 〈그레타에게서 내려온 복음〉- 1994년 4월 21일, PC통신 하이텔
- 〈숨은 태양〉- 1994년 5월 9일, PC통신 하이텔
- 〈새는 바가지〉- 1994년 6월 20일, PC통신 하이텔
- 〈파열〉- 1994년 7월 10일, PC통신 하이텔
- 〈불사파티〉- 1994년 8월 13일, PC통신 하이텔
- 〈모녀〉- 1994년 10월 1일, PC통신 하이텔
- 〈구애〉- 1994년 10월 11일, PC통신 하이텔
- 〈양녀〉- 1994년 10월 28일, PC통신 하이텔
- 〈한 번 더〉- 1995년 1월 18일, PC통신 하이텔
- 〈공 속에 스며든 손〉- 1995년 1월 22일, PC통신 하이텔
- 〈손익계산〉- 1995년 1월 23일, PC통신 하이텔
- 〈인류 최후의 날〉- 1995년 1월 26일, PC통신 하이텔
- 〈율리시즈의 귀향〉- 1995년 3월 25일, PC통신 하이텔
- 〈선중조우(船中遭遇)〉- 1995년 7월 27일, PC통신 하이텔
- 〈질료와 형상〉- 1995년 8월 16일, PC통신 하이텔
- 〈예언자들〉- 1995년 8월 21일, PC통신 하이텔
- 〈천상의 시계장치〉- 1998년 5월 21일, PC통신 하이텔
- 〈러브 스토리〉- 1998년 5월 22일, PC통신 하이텔
- 〈매장〉- 1998년 10월 6일, PC통신 하이텔
- 〈나는 존재하지 않는다〉- 2004년 8월 26일, 한겨레21 제524호
- 〈외계에서 온 침입자〉 - 2005년, 대산문화 가을호
- 〈가말록의 탈출〉
- 〈죽은 자들에게 고하라〉- 2008년 10월, 크로스로드 vol.4, no.10
- 〈겨자씨〉- 2011년 7월, 크로스로드 vol.7, no.7

### 듀나의 일기
※ 1998년~1999년에 잡지 HowPC에 연재한 과학관련 꽁트 시리즈.
- 〈비밀은 없다〉
- 〈음식보다 더 좋은 것〉
- 〈하이퍼 루프〉
- 〈두 번째 아일린 애트킨즈〉
- 〈지푸라기 인형 죽이기〉
- 〈공짜 점심은 없다〉
- 〈게임기 속에 아이가 갇혔어요〉
- 〈가상의 죽음에 대한 고백〉
- 〈어느 네티즌의 고백〉
- 〈어느 로봇 교사의 최후의 선택〉

### 호레이스 펜튼 시리즈
※ 형사 호레이스 펜튼이 등장하는 미스터리 단편. 작품집 미수록.
- 〈쌍동이〉- 1996년 1월 27일, PC통신 하이텔
- 〈계모〉- 1996년 2월 18일, PC통신 하이텔
- 〈러브레터〉- 1996년 3월 25일, PC통신 하이텔

### 공동 작품집
※ 앤솔로지 형식으로 다른 작가들의 작품과 함께 실린 경우.
- 《사이버펑크》 - 1994년 8월, 도서출판 명경.

〈렉스〉, 〈미메시스〉, 〈바벨의 함정〉, 〈그레타에서 내려온 복음〉, 〈도플갱어〉, 〈시간여행자의 허무한 종말〉의 총 6편을 수록.
- 《잃어버린 개념을 찾아서－10대를 위한 SF 단편집》 - 2007년 11월, 창작과비평사. ISBN 8936456059

〈가말록의 탈출〉 수록.
- 《얼터너티브 드림: ALTERNATIVE DREAM》 - 2007년 12월, 황금가지. ISBN 8960170267

〈대리전〉 수록.
- 《U, ROBOT 유, 로봇: 한국 SF 단편 10선》 - 2009년 2월, 황금가지. ISBN 8960171921

〈미래관리부〉 수록.
- 《죽은 자들에게 고하라》 - 2009년 7월, 해토. ISBN 8990978807

〈죽은 자들에게 고하라〉 수록.
- 《오늘의 장르문학》 - 2010년 11월, 황금가지. ISBN 8994210644

〈디북 The Dybbuk〉 수록.
- 《독재자: SF/환상문학 테마 단편선》 - 2010년 11월, 뿔(웅진문학에디션). ISBN 8901114852

〈평형추〉 수록.
- 《목격담, UFO는 어디서 오는가》 - 2010년 12월, 사이언티카(아태이론물리센터). ISBN 8991913776

〈수련의 아이들〉 수록.
- 《울고 있니, 너?》 - 2012년 4월, 우리학교. ISBN 8994103376

〈사춘기여, 안녕〉 수록.
- 《이웃집 슈퍼히어로》 - 2015년 3월, 황금가지. ISBN 9788960175501

〈아퀼라의 그림자〉 수록.
- 《조커가 사는 집》 - 2015년 10월, 작은책방(해든아침). ISBN 9788959794270

〈큐피드〉 수록.
- 《복수는 나의 것》 - 2016년 5월, 탐. ISBN 9788964962909

〈마지막 테스트〉 수록.
- 《인공지능 크릭스-66》 - 2016년 10월, 케포이북스. ISBN 9788994519937

〈겨자씨〉 수록.
- 《오늘의 SF》 - 2019년 11월, 아르테. ISBN 9788950984526

〈대본 밖에서〉 수록.
- 《인생은 언제나 무너지기 일보 직전》 2019년 9월, 큐큐. ISBN 9791196438135

〈바쁜 꿀벌들의 나라〉 수록.

### 영화 평론
- 《스크린 앞에서 투덜대기》 (문지스펙트럼 문화마당 4-017) - 2001년, 문학과지성사. ISBN 8932012601
- 《필름 셰익스피어》 - 2005년, 씨네21. ISBN 8995665912(김지미 외 12인 공저)

〈햄릿, 순결한 처녀성을 지켜내다〉 수록.
- 《장르백서 2 : SF 영화》 - 2015년, 부천국제판타스틱영화제(사). ISBN 9788996611929(듀나 외 6인 공저)
- 그 외 인터넷 매체를 통한 비평 다수 발표

### 에세이
- 〈괴물, 외계인, 창조물 그리고 우리〉 - 2002년, 문학과 사회 겨울호(제xv권 제4호 통권 60호)
- 《상상 - 상상을 초월하는 33인의 유쾌한 발상》 - 2003년, 휴머니스트. ISBN 898989946X(강성수 외 32인 공저)

〈상상은 개념을 조합하는 방식이다〉 수록.
- 〈"중요한 것은 과학이론이 얼마나 재미있느냐이다" - 나의 문학적 상상력〉 - 2007년, 대산문화 가을호
- 〈당신이 꿈꾼 '화성'은 어떤 모습인가?〉 - 2009년, 프레시안
- 《아까운 책 2012 : 지난 한 해 우리가 놓친 숨은 명저 50권》 - 2012년, 도서출판 부키. ISBN 896051215X(정혜윤 외 49인 공저)

〈드디어 매그레 반장이 왔다! 『매그레 시리즈』〉 수록.
- 《나는 어떻게 쓰는가 - 글로 먹고사는 13인의 글쓰기 노하우》 - 2013년, 씨네21북스. ISBN 9788984316843(성귀수 외 12인 공저)

〈나는 상상한다. 그리고 쓴다〉 수록.
- 《후회할 거야 - 십대, 지금이 아니면 하지 못할 것들》 - 2014년, 우리학교. ISBN 9788994103808(김현진 외 20인 공저)

〈후회를 하면 후회할 거야 보관됨 2015-05-25 - 웨이백 머신〉 수록.
- 《가능한 꿈의 공간들 - 듀나 에세이》 - 2015년, 씨네21북스. ISBN 9788984318830
- 〈듀나의 '이럴 땐 이런 SF' 10선〉- 2016년, Brunch.
- 《책이 선생이다》 - 2018년 6월, 엑스북스. ISBN 9791186846315
- 《장르 세계를 떠도는 듀나의 탐사기 - 도대체 이야기가 뭐냐고 물으신다면》 2019년 3월, 우리학교. ISBN 9791187050704
- 《여자 주인공만 모른다 - 재미있는 영화 클리셰 사전》 - 2019년 12월, 제우미디어. ISBN 9788959528318

### 영화 코멘터리
- 《여고괴담 두 번째 이야기 : 메멘토 모리》 - 2005년 3월, 태원(스펙트럼)

UE(Ultimate Edition)으로 재출시된 DVD 판본 중 본편 디스크(1번)에 '듀나와 파프리카'의 텍스트 코멘터리(자막)가 실려 있다.

### 오디오북
- 《태평양 횡단 특급》 - 2006년 6월, 오디언

〈대리살인자〉, 〈무궁동〉, 〈허깨비 사냥〉의 3편을 오디오 드라마로 구성.
연출 : 노이영 / 극본 : 홍진윤 / 출연 : 한수림,김광국,이지영 / 재생시간 : 56분 51초 / 19세 이용가

### 독립영화
- 《대리전》 - 2012년, Brutal Rice Productions

단편 버전을 각색한 저예산 독립영화. 2012년 11월 말부터 12월 초에 걸쳐 원작의 배경인 부천을 무대로 로케이션을 진행했다. 러닝타임은 22분 정도이며 유튜브 채널을 통해 2015년 7월 30일에 공개되었다.
감독 : 박지현 / 대본 각색 : 고드 셀라 / 출연 : 손미희(경희 역), 정은선(미래 역)

## 듀나의 영화 낙서판
듀나의 영화 낙서판은 듀나(DJUNA)라고 알려진 SF 작가이자 영화 평론가가 자신의 글을 올리는 인터넷 게시판이고 영화잡지 씨네21이 서버를 제공하고 있다. 세부적으로는 새로 올라온 글을 볼 수 있는 "업데이트," 듀나의 영화 평론과 별점 평가를 찾아볼 수 있는 "영화 별점 평가," 영화에 자주 등장하는 각종 클리셰에 대한 분석을 다루는 "클리셰 사전," <원더 우먼> 등의 시리즈물을 분석하는 "시리즈 리뷰" 등이 있다. 이 외에도 "기타 등등," "페이지 정보," "영화 낙서," "인명 사전," "갤러리" 등의 게시판이 있다.
일반적으로, 주말을 제외한 주중에는 매일 한 편씩의 영화 평론이 올라오며 가끔씩 "클리셰 사전," "시리즈 리뷰," "기타 등등," "영화 낙서" 등에 해당하는 글이 올려지기도 한다. 사이트에 부속된 "게시판"은 흔히 "듀게"(듀나 게시판)라고 불리며 "메인 게시판," "회원 리뷰 게시판," "스포일러 게시판," "FAQ 게시판" 등으로 세분되어 각각 자유 주제의 글, 회원 영화 평론, 영화 스포일러, 자주 묻는 질문 등이 등록된다. 이것들 중 "메인 게시판"에는 영화, 드라마, 애니메이션, 만화, 소설, 시, 연예인, 일상 잡담, 각종 질문, 정치 토론 등 다양한 주제의 글이 등록되고 있다. 게시판은 2004년 4월 26일부터 회원제로 운영되고 있지만 대체로 누구나 회원이 될 수 있다.

## 참고 문헌
- 성민엽, 〈소설로서의 과학 소설_듀나론〉, 《변하는 것과 변하지 않는 것 - 성민엽 비평집》, 2004년 2월, 문학과지성사. ISBN 8932014779
- 전성욱, 〈위장된 글쓰기, 판타지로 그려낸 현실〉, 《2000년대 한국문학의 징후들》, 2007년 3월, 산지니. ISBN 8992235119
- 손민호, 〈디지털 기호로 존재하는 작가: 듀나〉, 《손민호의 문학터치 2.0 - 21세기 젊은 문학에 관한 발칙한 보고서》, 2009년 1월, 민음사. ISBN 8937482452
- 김남훈, 〈DJUNA와의 4일, on-line〉, 판타스틱 vol.9, 2008년 1월, 페이퍼하우스. ISSN 1976-099X